# Tumán (distrito)
Tumán fue uno de los distritos que integró la subdelegación de Navidad, en el antiguo departamento de San Fernando, provincia de Colchagua.
El territorio del distrito fue organizado por decreto del presidente José Joaquín Pérez Mascayano el 14 de agosto de 1867.

## Historia
El distrito, que ocupó el número 6.° de la subdelegación Navidad, fue creado por decreto supremo del 14 de agosto de 1867, que divide el departamento de San Fernando en veinte subdelegaciones y numerosos distritos. El documento determina así sus límites:

Al norte y oeste, el mar; al este, el deslinde occidental del distrito anterior y el camino real, desde el zanjón de los Espinillos hasta el de Cancha-Rayada; al sur, el estero de la Quebrada Honda, el del Culenar y zanjón de Cancha-Rayada, que separan por este lado a la subdelegación.

El Decreto con Fuerza de Ley N.° 8.583 del 30 de diciembre de 1927 redistribuye el territorio del departamento de San Fernando, y los distritos se suprimen.

## Administración
La administración del territorio estaba a cargo de un inspector, quien respondía a las órdenes del subdelegado, quien tenía la potestad de nombrarlos o removerlos dando cuenta al gobernador departamental.